# Hieracium galesii
Hieracium galesii es una especie de planta con flor del género Hieracium, de la familia Asteraceae, orden Asterales.

## Distribución
Hieracium galesii se distribuye por Rumania.

## Taxonomía
Fue descrita científicamente por Prodan.
Tratamiento taxonómico
La especie aparece registrada y publicada en Bul. Şti. Acad. Republ. Populare Romîne, Secţ. Biol. Şti. Agric. Ser. Bot.